# Polygrammate hebracicum
Polygrammate hebracicum är en fjärilsart som beskrevs av Jacob Hübner 1827. Polygrammate hebracicum ingår i släktet Polygrammate och familjen nattflyn. Inga underarter finns listade i Catalogue of Life.